# Brooke (Norfolk)
Pour les articles homonymes, voir Brooke.
Brooke est un village et une paroisse civile du Norfolk, en Angleterre.